# Пітер Шумайкер
Пітер Шумайкер (англ. Peter Schoomaker; нар. 12 лютого 1946, Детройт) — американський воєначальник, генерал армії США (1997), 35-й начальник штабу армії США (2003—2007). Командувач силами спеціальних операцій Збройних сил США (1997—2000), Командування ССО армії (1996—1997) та Об'єднаного (1994—1996). Учасник спеціальних операцій в Ірані, Гренаді, на Панамі, в Іраку та на Гаїті. Призначення генерала П. Шумайкера на посаду начальника штабу армії було рідкісним виключенням в історії ЗС США; після відставки його відкликали з резерву в 2003 р. та призначили на цю посаду. Після 4-річного терміну перебування на посту він звільнився вдруге.

## Біографія
Пітер Шумайкер народився 12 лютого 1946 у місті Детройт у родині американців нідерландського походження, батько був військовим. Вищу освіту здобув в Університеті Вайомінгу в 1969 році за фахом бакалавр наук у галузі освіти. Ступінь магістра мистецтв здобув у Центральному Мічиганському університеті та ступінь почесного доктора права у Гемпден-Сіднейському коледж у Вірджинії. Згодом навчався у Гарвардському інституті державного управління імені Джона Ф. Кеннеді.
Військову освіту здобув по програмі Корпусу підготовки офіцерів резерву США (ROTC) в 1969 році за фахом офіцер бронетанкових військ, закінчив Бронетанкову школу армії у Форт Нокс. Згодом пройшов курси підготовки рейнджерів та повітряно-десантної підготовки у Форті Беннінг, у Джорджії.
У січні 1970 року розпочав військову службу другим лейтенантом — командиром розвідувального взводу 4-го піхотного полку у Форт-Кемпбелл, Кентуккі. Пізніше командир роти 2-го бронекавалерійського полку в Німеччині, у 1974—1975 рр. помічник начальника штабу батальйону з операцій у 73-му бронетанковому полку 2-ї піхотної дивізії в Кореї.
З 1978 по 1981 роки командував ескадроном 1-го спеціального загону «Дельта»; брав участь в операції «Орлиний кіготь», що закінчилася провалом. З червня 1981 по червень 1982 навчання у Командно-штабному коледжі армії у Форт Лівенворті, в Канзасі. Після випуску до серпня 1983 року — начальник штабу 2-го ескадрону 2-го бронекавалерійського полку в Німеччині.
У серпні 1983 року повернувся до Сполучених Штатів, призначений офіцером спеціальних операцій в оперативному управлінні Об'єднаного Командування спецоперацій. З серпня 1985 до серпня 1988 П. Шумайкер командир ескадрону спецзагону «Дельта». З 1988 по червень 1989 навчання у Національному воєнному коледжі, по завершенні якого став командиром «Дельти», на чолі якого стояв до липня 1992 року. З липня 1992 до липня 1993 заступник командира 1-ї кавалерійської дивізії у Форт-Худ, Техас.
З літа 1993 до липня 1994 — заступник директора управління з операцій, готовності та мобілізації штабу армії США.
У липні 1994 року генерал Шумайкер призначений командувачем Об'єднаного Командування спеціальних операцій, яке він очолював до серпня 1996 року, а звідси пішов на посаду командувача Командування спеціальних операцій армії США у Форті Брегг, у Північній Кароліні.
У жовтні 1997 генерал П. Шумайкер призначений указом Президента на посаду керівника Командування спеціальних операцій США, яким керував до листопада 2000 року. З 1 грудня 2000 до липня 2003 він перебував у відставці, коли за особистим клопотанням Президента США Джорджа Буша-молодшого номінований на посаду начальника штабу армії США. 31 липня 2003 року його кандидатура була схвалена Сенатом США, і наступного дня він вступив у посаду.
Начальником штабу армії Сполучених Штатів генерал П. Шумайкер перебував у посаді два визначених терміни до липня 2007, після чого вдруге пішов у відставку.